# EFL Bowl I
Navigation
EFL Bowl II
L'European Football League Bowl 2014, abrégée en EFL Bowl I, en français Bowl I de la Ligue Européenne de Football Américain, est la 1re édition de l'European Football League Bowl, la seconde compétition européenne interclubs de football américain organisée par l'IFAF Europe.
Les équipes de 1re division participent au tournoi BIG 6 permettant de participer à l'Eurobowl.

## Équipes participantes
| Club                   | Titres |
| ---------------------- | ------ |
| Groupe 1               |        |
| Alphen Eagles          | 0      |
| Bâle Gladiators        | 0      |
| Dracs de Badalona      | 0      |
| Groupe 2               |        |
| Falcons de Cologne     | 0      |
| Düsseldorf Panther     | 1      |
| Kiel Baltic Hurricanes | 0      |

## Formule
Les six équipes sont réparties en deux groupes de trois. Toutes les équipes d’un même groupe se rencontre, à raison d’un match à domicile et un match à l’extérieur. Les premiers de chaque groupe s'affronte lors de l'EFL Bowl.

## Résultats

### Groupe 1
| Rang | Équipe            | Pts | J | G | N | P | Bp | Bc | Diff |
| ---- | ----------------- | --- | - | - | - | - | -- | -- | ---- |
| 1    | Dracs de Badalona | 4   | 2 | 1 | 0 | 1 | 42 | 31 | +11  |
| 2    | Alphen Eagles     | 4   | 2 | 1 | 0 | 1 | 41 | 33 | +8   |
| 3    | Bâle Gladiators   | 4   | 2 | 1 | 0 | 1 | 36 | 55 | -19  |

- 19 avril 2014 :

Dracs 21 - 7 Eagles
- 3 mai 2014 :

Gladiators 24 – 21 Dracs
- 17 mai 2014 :

Eagles 34 – 12 Gladiators

### Groupe 2
| Rang | Équipe                 | Pts | J | G | N | P | Bp | Bc  | Diff |
| ---- | ---------------------- | --- | - | - | - | - | -- | --- | ---- |
| 1    | Kiel Baltic Hurricanes | 6   | 2 | 2 | 0 | 0 | 99 | 33  | +66  |
| 2    | Falcons de Cologne     | 4   | 2 | 1 | 0 | 1 | 70 | 76  | -6   |
| 3    | Düsseldorf Panther     | 2   | 2 | 0 | 0 | 2 | 42 | 102 | -60  |

- 3 mai 2014 :

Hurricanes 40 - 27 Falcons
- 15 juin 2014 :

Falcons 43 – 36 Panther
- 29 juin 2014 :

Panther 6 – 59 Hurricanes

## EFL Bowl I
- 19 juillet 2014 à Kiel au Kilia Stadion :

Kiel Baltic Hurricanes 40-0 Dracs de Badalona